# Amazja
Amazja (auch Amasja, hebräisch אמציה „stark erwiesen hat sich JHWH“) ist ein hebräischer Personenname. Der Name ist theophor, enthält also den Gottesnamen. Als Kurzform ist heute der Name Amos gebräuchlich.

## Namensträger
- Amazja (König), König von Juda, Regierungszeit 800–783 v. Chr. oder 796–767 v. Chr.
- Amazja (Priester), Priester von Bethel, um 760 v. Chr.

## Orte
- Amazja (Moschav), Moshav, benannt nach König Amazja, der im nahegelegenen Lachisch ermordet wurde (2 Chr 25,27 EU).